# Ole Olsen (rychlobruslař)
Ole H. Olsen (29. ledna 1897 – 3. ledna 1924) byl norský rychlobruslař.
V norských závodech startoval od roku 1917, v letech 1921 a 1923 se stal mistrem Norska. Na velkých mezinárodních závodech debutoval v roce 1922, kdy na Mistrovství Evropy vybojoval stříbrnou medaili a na Mistrovství světa skončil čtvrtý. V následujícím roce se na ME i MS umístil na páté příčce. Zemřel v roce 1924 na tuberkulózu.